# توم هاليت
توم هاليت (بالإنجليزية: Tom Hallett)‏ هو لاعب كرة قدم ومدرب كرة قدم بريطاني، ولد في 10 أبريل 1939 في Glynneath ‏ في المملكة المتحدة. لعب مع برادفورد سيتي وسويندون تاون وليدز يونايتد.